# 光明 (蔡牽)
光明（こうめい、台湾語：Kong-bêng）は、清代に鎮海政権を樹立し自立した蔡牽が建てた私年号。1805年 - 1809年。

## 西暦・干支との対照表
| 光明 | 元年     | 2年      | 3年      | 4年      | 5年      |
| 西暦 | 1805年   | 1806年   | 1807年   | 1808年   | 1809年   |
| 干支 | 乙丑     | 丙寅     | 丁卯     | 戊辰     | 己巳     |
| 清   | 嘉慶10年 | 嘉慶11年 | 嘉慶12年 | 嘉慶13年 | 嘉慶14年 |